# Page (Dakota del Norte)
Page es una ciudad ubicada en el condado de Cass en el estado estadounidense de Dakota del Norte. En el censo de 2010 tenía una población de 232 habitantes y una densidad poblacional de 500,42 personas por km².

## Geografía
Page se encuentra ubicada en las coordenadas 47°9′29″N 97°34′14″O / 47.15806, -97.57056. Según la Oficina del Censo de los Estados Unidos, Page tiene una superficie total de 0.46 km², de la cual 0.46 km² corresponden a tierra firme y (0%) 0 km² es agua.

## Demografía
Según el censo de 2010, había 232 personas residiendo en Page. La densidad de población era de 500,42 hab./km². De los 232 habitantes, Page estaba compuesto por el 98.71% blancos, el 0% eran afroamericanos, el 0% eran amerindios, el 0.43% eran asiáticos, el 0% eran isleños del Pacífico, el 0% eran de otras razas y el 0.86% pertenecían a dos o más razas. Del total de la población el 7.76% eran hispanos o latinos de cualquier raza.